# تاج (غوهران)
تاج (بالفارسية: تج) هي قرية تقع في إيران في هرمزغان. يقدر عدد سكانها بـ 49 نسمة بحسب إحصاء 2016.